# Van Beuren Studios
Van Beuren Studios a fost un studio de animație cu sediul în New York, care a produs desene animate difuzate în cinematografe, precum și filme scurte de ficțiune între 1920 și 1936. Studioul de animație este cunoscut până în 1929 ca Aesop's Fables Studio.
Majoritatea desenelor animate produse de Van Beuren Studios au fost difuzate în România pe DDTV.

## Istoric
În 1920, lanțul de cinematografe Keith-Albee a fondat Fables Pictures, pentru producția seriei de animație Aesop's Film Fables împreună cu Paul Terry, care el însuși deținea 10% din studio. Producătorul Amadee J. Van Beuren cumpără studioul în întregime în 1929, angajându-l pe Terry și rămânând în afacere în continuare. Van Beuren a produs primul film de animație sonor din Statele Unite, Dinner Time (1928) (cu o lună înainte de filmul lui Walt Disney, Steamboat Willie) distribuit de Pathé Exchange, care mai târziu a devenit parte din RKO Pictures. Terry se ocupa de producția propriu-zisă de filme, în timp ce Van Beuren se ocupa de procesul de distribuție. În 1930, Terry a părăsit studioul, fondând propriul studio, Terrytoons, moment în care John Foster a preluat departamentul de animație.
Filmele lui Van Beuren au fost distribuite de RKO Pictures. Sunetul de început din animațiile lui Van Beuren, este aproape identic cu cel din ultimul an al studioului: foarte vizual, cu puțin dialog și ocazional efecte sonore. Liderii de grup muzical Gene Rodemich și Winston Sharples au supervizat muzica. Principalele personaje ale studioului au fost "Tom and Jerry", un băiat înalt și unul scund, de obicei vagabonzi, care experimentează diferite ocupații. Nu au nicio legătură cu mult mai cunoscutul cuplu MGM Tom and Jerry, motan-șoarece, seria mai fiind cunoscută și ca "Van Beuren's Tom and Jerry" sau "Dick and Larry" în numeroasele difuzări ulterioare. Van Beuren era conștient că succesul în animație va fi dat de "starurile" animate și și-a îndemnat personalul să vină cu idei pentru a crea noi personaje. Așa a apărut Cubby, ursulețul răutăcios.
În 1932, Van Beuren a achiziționat 12 comedii ale lui Charlie Chaplin de la Mutual Film Company, pentru 10 000 de dolari filmul, a adăugat muzica lui Gene Rodemich și Winston Sharples și efecte sonore, și le-a relansat la RKO Radio Pictures. Chaplin, care nu deținea drepturile filmelor Mutual, nu a avut posibilitatea unei căi de atac legale împotriva lui Van Beuren sau RKO.
Van Beuren Corporation a produs filmul de ficțiune de mediu-metraj Adventure Girl (1934) și o serie de filme de ficțiune de scurt-metraj (printre altele Frank Buck's Bring 'Em Back Alive, 1932). Printre alte filme de ficțiune se numără seria de filme despre călătorii "Van Beuren Vagabond", o serie de scurt-metraje inovatoare narată de cuplul de comedianți radio Easy Aces (Goodman and Jane Ace) și comedii muzicale de scurt-metraj avându-i ca protagoniști pe actorii Bert Lahr și Shemp Howard, printre alții.
Van Beuren nu a fost încântat de personajele sale animate, și a hotărât să sub-licențieze personajul popular de benzi desenate The Little King și eroul serialului radiofonic, Amos and Andy pentru a le adapta în filme de animație. Nici aceste serii nu au avut succes. Apoi, Van Beuren i-a angajat  pe fostul creator al lui Walt Disney, Burt Gillett și animatorul Tom Palmer pentru a produce filme de animație color. Seria "Rainbow Parade" are ca personaje principale: Felix the Cat, Parrotville Parrots, Molly Moo-Cow, și banda Toonerville Trolley.

## Închiderea
Aceste eforturi ale lui Van Beuren au fost bine primite, și studioul în sfârșit a reușit să producă o serie animată de succes. Cu toate acestea, RKO întrerupe distribuția de filme Van Beuren în 1936, și începe difuzarea de desene animate a liderului din industrie Walt Disney.
Amadee J. Van Beuren s-a îmbolnăvit în această perioadă. În iulie 1938 a avut un accident vascular cerebral care va duce la moartea sa, pe 12 noiembrie 1938, în urma unui atac de cord.
În timpul recuperării după accident, Van Beuren a închis studioul, nedorind să accepte sindicalizarea, ceea ce a cauzat problemele studioului din 1935.
Colecția de filme a lui Van Beuren a fost vândută ulterior de RKO către diferite televiziuni și diverși distribuitori în anii 1940 și 1950, printre care Unity Pictures, Walter Gutlohn/Library Films, Commonwealth Pictures și Official Films. Colecția a intrat în cele din urmă în domeniul public.

## Producții
- Lista de filme Van Beuren Studios

Serii de animație:
- Aesop's Film Fables (1921-1929)
- Farmer Al Falfa (1921-1930) (face parte din seriile Aesop's Fables)
- Aesop's Sound Fables (1928-1933)
- Tom and Jerry (1931-1933)
- Cubby the Bear (1933-1934)
- The Little King (1933-1934)
- Amos and Andy (1934)
- Toddle Tales (1934)
- Rainbow Parades (1934-1936)
- Parrotville (1934-1935) (face parte din seria Rainbow Parades)
- Molly Moo-Cow (1935-1936) (face parte din seria Rainbow Parades)
- Toonerville Trolley (1936) (face parte din seria Rainbow Parades)
- Felix the Cat (1936) (face parte din seria Rainbow Parades)

Filme de ficțiune:
- James the Cat
- Stung (1931)
- Bring 'Em Back Alive (1932)
- Adventure Girl (1934)
- Wild Cargo (1934)
- Fang and Claw (1935)